# Катастрофа DC-6 под Вилоко
Катастрофа DC-6 под Вилоко — авиационная катастрофа пассажирского самолёта Douglas DC-6B боливийской авиакомпании Lloyd Aéreo Boliviano, произошедшая в пятницу 26 сентября 1969 года на горном хребте Кордильера-Кимса-Крус близ шахтёрского посёлка Вилоко (Боливия). В авиакатастрофе погибли 74 человека, что делало её на то время крупнейшей в стране. Событие известно также как «Трагедия в Вилоко» (исп. Tragedia de Viloco, хотя катастрофа произошла в 20 км от посёлка).

## Самолёт
Douglas DC-6B с заводским номером 43273 и серийным 191 был выпущен в 1951 году. Первым собственником авиалайнера стала национальная американская авиакомпания American Airlines, куда он поступил 7 июля 1951 года и эксплуатировался под регистрационным номером N90761 и флотским 761. Также поначалу самолёт носил имя Flagship Virginia, но позже был переименован в Flagship Richmond. 15 декабря 1960 года самолёт поступил в боливийскую авиакомпанию Lloyd Aéreo Boliviano, где после перерегистрации получил новый номер — CP-698.

## Катастрофа
Самолёт выполнял пассажирский рейс из Санта-Круса в Ла-Пас, командиром экипажа был капитан Тедди Скотт Вилья (исп. Teddy Scott Villa). В 14:10 с 69 пассажирами и 5 членами экипажа «Дуглас» вылетел из аэропорта Эль-Тромпильо и после набора высоты направился к Андам. Полёт при этом проходил в условиях снегопада. Последний радиообмен с самолётом был в 16:30, когда экипаж доложил о прохождении Кочабамбы. После этого экипаж на связь уже не выходил. В 17:00 (по другим данным — 15:30) диспетчеры попытались связаться с лайнером, однако эти попытки оказались безуспешны. Тогда диспетчеры объявили чрезвычайную ситуацию, после чего начались поиски пропавшего борта. Поздним вечером следующего дня группа шахтёров из посёлка Виолко сообщила об обнаружении обломков самолёта на дне оврага в районе Ла-Канча, при этом выживших не было. В этих обломках и был опознан пропавший самолёт. Вскоре к месту катастрофы направилась поисковая группа, которая к 28 сентября сумела опознать только 20 тел.
Следственная комиссия не смогла установить точную причину катастрофы. Было лишь определено, что на борту мог происходить пожар, в результате которого самолёт заполнило дымом. Экипаж попытался совершить вынужденную посадку на местности, при этом из-за задымления и снегопада мог руководствоваться только показаниями приборов. Снизившись до высоты 4,7 км, авиалайнер в 20 км от Вилоко и в 176 км от Ла-Паса врезался в склон горы Чокетанга (англ. Choquetanga) и полностью разрушился. Все 74 человека на борту погибли. На тот момент это была крупнейшая авиационная катастрофа в стране.

## Последствия
Катастрофа произошла в день военного переворота, в ходе которого был смещён президент Луис Адольфо Силес Салинас, а его место занял генерал Альфредо Овандо Кандиа. Однако катастрофа самолёта всё равно получила широкий резонанс, так как в ней погибла команда футбольного клуба «Стронгест»: 16 игроков, главный тренер, менеджер и массажист. Едва стало известно о происшествии, в Ла-Пасе были отменены намеченные на выходные дни футбольные матчи. Южноамериканская конфедерация футбола (КОНМЕБОЛ) в свою очередь объявила траур, а клубу пожертвовала 20 тысяч долларов США. Для сбора средств в поддержку боливийского клуба отдельные бразильские и аргентинские клубы провели товарищеские матчи. Многие футболисты, которые в прошлом играли в «Стронгесте», вернулись в этот клуб. Также несколько спортсменов перешли из других клубов. Ведущие чилийские клубы разрешили использовать своё оборудование. В 1974 году обновлённый «Стронгест» вновь выиграл Чемпионат Боливии.